# Шпичковина
Шпичковина је насељено место у саставу града Забока у Крапинско-загорској жупанији, Хрватска. До територијалне реорганизације у Хрватској налазила се у саставу старе општине Забок.

## Становништво
На попису становништва 2011. године, Шпичковина је имала 764 становника.

## Попис1991.
На попису становништва 1991. године, насељено место Шпичковина је имало 878 становника, следећег националног састава:
| Попис 1991.‍  | Попис 1991.‍  | Попис 1991.‍ | Попис 1991.‍ | Попис 1991.‍ |
| ------------ | ------------ | ----------- | ----------- | ----------- |
|              |              |             |             |             |
| Хрвати       | Хрвати       |             | 860         | 97,94%      |
| остали       | остали       |             | 1           | 0,11%       |
| неопредељени | неопредељени |             | 11          | 1,25%       |
| непознато    | непознато    |             | 6           | 0,68%       |
| укупно: 878  |              |             |             |             |